# ガロ・ロマンス語
ガロ・ロマンス語（ガロ・ロマンスご、英: Gallo-Romance languages）は、インド・ヨーロッパ語族イタリック語派のラテン・ファリスキ語群に属する西ロマンス語のうち、フランス北部および西部、ベルギー南部、イタリア北部で話されている言語。
ガロとは古代に現在のフランスあたりを指したガリアのこと。

## 系統

### オイル語（フランス北部、ベルギー南部）
- フランシアン語
  - フランス語
- ピカルディ語
- ロレーヌ語
- シャンパーニュ語
- ポワトゥー語
- ガロ語
- ワロン語

### ガロ・イタリア語（イタリア大陸部）
- ロンバルド語
  - 西ロンバルド語
  - 東ロンバルド語
  - ミラノ語（イタリア語版、英語版）
- ティチーノ語
- ピエモンテ語
- リグリア語
  - モナコ語
- エミリア・ロマーニャ語